# تشارلز فيدور
تشارلز فيدور (بالإنجليزية: Charles Vidor)‏ (و. 1900 – 1959 م) هو مخرج أفلام، من الولايات المتحدة، ولد في بودابست، توفي في فيينا، عن عمر يناهز 59 عاماً، بسبب نوبة قلبية.

## وصلات خارجية
- تشارلز فيدور على موقع IMDb (الإنجليزية)
- تشارلز فيدور على موقع الموسوعة البريطانية (الإنجليزية)
- تشارلز فيدور على موقع روتن توميتوز (الإنجليزية)
- تشارلز فيدور على موقع ألو سيني (الفرنسية)
- تشارلز فيدور على موقع تيرنر كلاسيك موفيز (الإنجليزية)
- تشارلز فيدور على موقع تيرنر كلاسيك موفيز (الإنجليزية)
- تشارلز فيدور على موقع أول موفي (الإنجليزية)
- تشارلز فيدور على موقع قاعدة بيانات الأفلام السويدية (السويدية)
- تشارلز فيدور على موقع إن إن دي بي (الإنجليزية)
- تشارلز فيدور على موقع قاعدة بيانات الفيلم (الإنجليزية)